# Somon Air
Somon Air är ett tadzjikiskt flygbolag med huvudkontor i huvudstaden Dusjanbe. Somon Air är för närvarande Tadzjikistans största flygbolag och med sina sex Boeing-plan i sin flotta är man ett av de få flygbolagen i Exsovjet som använder västproducerade flygplan.  
Somon Air är också Tadzjikistans första privatägda flygbolag. Flygbolaget ägs av familjen till Tadzjikistans president Emomaly Rahmon och anses vara under statlig kontroll trots det privata ägandet.

## Destinationer

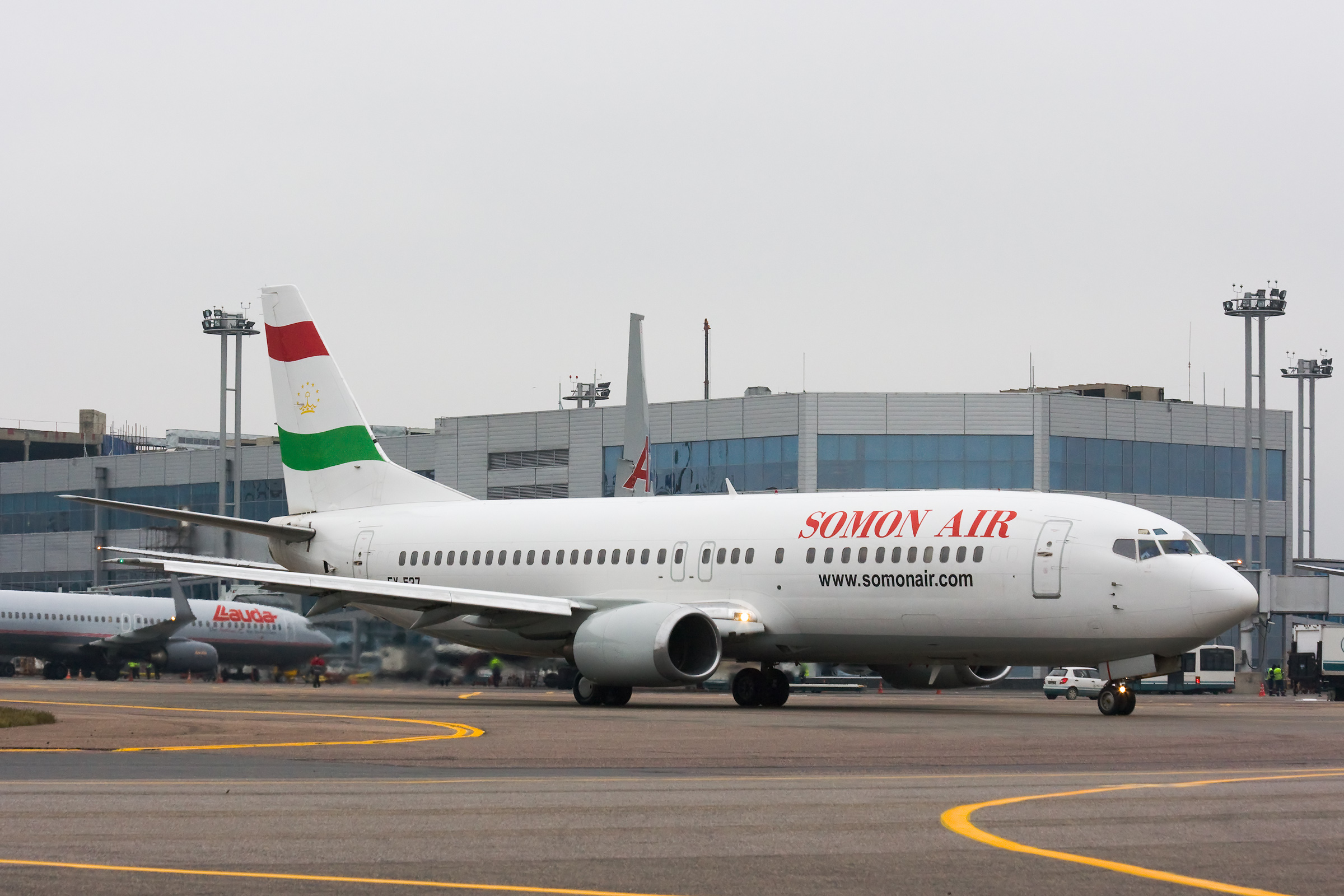
Boeing 737

I augusti 2022 flög Somon Air till följande destinationer:
- Förenade Arabemiraten 
  - Dubai
- Indien 
  - Delhi
- Kazakstan 
  - Almaty
- Ryssland 
  - Kazan
  - Mineralnye Vody
  - Moskva (Domodedovo, Vnukovo, Zhukovsky)
  - Novosibirsk
  - Sankt Petersburg
  - Samara
  - Yekaterinburg
- Tadzjikistan 
  - Dusjanbe (huvudflygplats)
  - Chudzjand
- Turkiet
  - Istanbul
- Tyskland 
  - München
- Uzbekistan 
  - Tashkent

## Flotta
Somon Airs flotta består av 8 st 4 st 737-800 & 2 st 737-900 & Airbus Helicopter & MI Helicopter. 737-900 planen har en Business class-avdelning medan övriga endast har Economy-class.